# Jaroslava Hanušová
Jaroslava Hanušová (25. února 1949 Praha – 22. února 2016 Praha) byla česká divadelní a v menší míře televizní a filmová herečka, převážně komediálních rolí. Divadlu se sice věnovala od dětství (v rámci literárně dramatického kroužku), ale studium herectví po maturitě pouze zvažovala a po tříletém studiu právnické fakulty se věnovala práci učitelky v mateřské školce.

## Život
Pro veřejnost ji v osmdesátých letech 20. století „objevil“ Jiří Lábus, se kterým se znala ze školy. Angažoval ji vedle jiného jako svou partnerku – populární Jaruš – do televizní estrády Možná přijde i kouzelník. V menších rolích ve filmech a televizních seriálech se Hanušová začala objevovat až během devadesátých let 20. století. Tou dobou také začala vystupovat na divadelním jevišti.
Manželem Hanušové byl televizní režisér Jaroslav Hanuš, s nímž měla tři děti. Mezi jinými i zdravotní sestru a herečku Kláru Hanušovou. Jejich syn Jaroslav pracuje u divadla. Manželství Hanušových se ale rozpadlo.
V říjnu roku 2013 přišla kvůli těžké cukrovce o jednu nohu, na začátku prosince 2013 jí byla amputována i druhá noha.
Dne 20. února 2016 zkolabovala a byla hospitalizována ve Vinohradské nemocnici, kde 22. února dopoledne zemřela na selhání organismu.

## Filmografie

### Filmy
- 1981: Velká sázka o malé pivo (TV film)
- 1991: Slunce, seno, erotika (výpomocná učitelka Jaruš)
- 1992: Requiem pro panenku (sadistická vychovatelka Procházková)
- 1993: Kanárská spojka
- 1995: Divoké pivo (Rumbába)
- 1998: Ostuda (TV film)
- 1998: Vše pro firmu (TV film) (Pšádová)
- 1999: Neprůstřelná nevěra (TV film)
- 2002: Výlet
- 2003: Jiný člověk (TV film)
- 2005: Hrubeš a Mareš jsou kamarádi do deště
- 2008: Líbáš jako Bůh (sousedka sebevraha)
- 2010: Bastardi (uklízečka Věra)
- 2011: Bastardi II

### Televizní seriály
- 1995: Hříchy pro diváky detektivek
- 1995: Život na zámku (Milada Hrušková)
- 1996: Kde padají hvězdy (sestra Pondělíčková)
- 2004: Josef a Ly (domovnice)
- 2004: Náměstíčko

### Televizní pořady
- 1983–1992: Možná přijde i kouzelník
- 2005: silvestrovská Pošta pro tebe (kojící matka)